# Ethobunus zebroides
Ethobunus zebroides is een hooiwagen uit de familie Zalmoxioidae.